# Antoine-Jean Amelot de Chaillou
Antoine-Jean Amelot de Chaillou (19 de novembro de 1732 – 1º de Floreal do Ano II (20 de abril de 1795)), foi um homem de Estado francês.
Filho de Jean-Jacques Amelot de Chaillou e de Marie Anne de Vougny, ocupa sucessivamente diversas funções : mestre de requisições (1753), presidente do Grande Conselho e intendente da Borgonha (1764) intendente das Finanças (1774), secretário de Estado junto à Casa Real (de 12 de Maio de 1776 a 18 de Novembro de 1783).
Casa-se com Françoise Marie Legendre de quem terá duas filhas : Marie Catherine, nascida em 1762, e Jeanne Marie, nascida em 1764, depois Condessa de La Ferté, por casamento.
Torna-se membro honorário da Academia Real de Ciências em 16 de Abril de 1777, e será seu vice-presidente em 1778, presidente em 1779 e depois membro honorário quando da reorganização de 23 de Abril de 1785. Foi também membro honorário da Academia de Inscrições e Belas Artes em 1777.